# Live! 2012
Live! 2012 è un album dal vivo del gruppo musicale britannico Steps pubblicato nel 2012.

## Tracce
1. Here and Now / You'll Be Sorry – 10:36
2. Deeper Shade of Blue – 8:39
3. Dance Game / Better Best Forgotten / Love's Got a Hold on My Heart – 12:45
4. 5, 6, 7, 8 – 3:11
5. Summer of Love – 6:51
6. Better the Devil You Know / Judas – 6:19
7. Moves Like Jagger / S&M – 4:28
8. One Night Only – 3:59
9. Don't Stop Believing' – 5:32
10. Heaven / Beautiful People / Lately – 5:02
11. I Surrender – 5:21
12. It's the Way You Make Me Feel – 5:30
13. Heartbeat – 5:57
14. When I Said Goodbye – 4:15
15. One for Sorrow – 4:35
16. Stomp – 4:36
17. Chain Reaction – 3:54
18. Dancing Queen – 4:08
19. Tragedy – 5:47